# Kim Jeong-ryeol
Kim Jeong-ryeol (* 29. September 1917 in Seoul; † 7. September 1992) war ein südkoreanischer Politiker und Generalleutnant der Luftwaffe. Er, Choi Yong-duk und Lee Geun-seok waren die Gründerväter der unabhängigen südkoreanischen Luftstreitkräfte. Vom 7. August 1987 bis zum 24. Februar 1988 war er Premierminister Südkoreas.